# The Citizen's Evening
The Citizen's Evening is een Engelstalige avondkrant die wordt uitgegeven in Haiderabad, de hoofdstad van de Indiase deelstaat Telangana. De tabloid, gedrukt op kwalitatief minder goed papier, telt acht pagina's en is eigendom van Siddemsetty Ramesh. De eigenaar is tevens de hoofdredacteur. Het blad werd opgericht in 1984.